# David Limberský
David Limberský (Plzeň, República Txeca, 6 d'octubre de 1983) és un futbolista professional txec. Juga de volant i el seu actual equip és el FC Viktoria Plzeň de la Gambrinus Lliga de la República Txeca.

## Clubs
| Club                 | País            | Any       |
| -------------------- | --------------- | --------- |
| FC Viktoria Plzeň    | República Txeca | 2002-2003 |
| FC Modena            | Itàlia          | 2004      |
| FC Viktoria Plzeň    | República Txeca | 2004      |
| Tottenham Hotspur FC | Anglaterra      | 2005      |
| FC Viktoria Plzeň    | República Txeca | 2005-2007 |
| Sparta de Praga      | República Txeca | 2007-2008 |
| FC Viktoria Plzeň    | República Txeca | 2008-     |